# 博尔瑟勒
博尔瑟勒（荷蘭語：Borsele，荷蘭語：[ˈbɔrsələ] ⓘ）是荷蘭澤蘭省的一個市镇，位於荷蘭西南部。當地有一個大型發電站。

## 外部連結
- 维基共享资源上的相關多媒體資源：博尔瑟勒
- 官方网站